# The Best of Capone-N-Noreaga: Thugged da F*@
Pour les articles homonymes, voir Best of.
Albums de Capone-N-Noreaga
The Reunion
(2000) Iraq to Kuwait
(2008)
The Best of Capone-N-Noreaga: Thugged da F*@ est une compilation de Capone-N-Noreaga, sortie le 25 mai 2004.
L'album s'est classé 70e au Top R&B/Hip-Hop Albums.

## Liste des titres

### Disque 1
| No  | Titre                                                                                             | Durée |
| --- | ------------------------------------------------------------------------------------------------- | ----- |
| 1.  | T.O.N.Y. (Top Of New York) (featuring Tragedy Khadafi)                                            | 4:29  |
| 2.  | L.A., L.A. (Kuwait Mix) (featuring Mobb Deep et Tragedy Khadafi)                                  | 4:51  |
| 3.  | Superthug                                                                                         | 5:01  |
| 4.  | Phonetime                                                                                         | 4:07  |
| 5.  | Illegal Life (featuring Havoc et Tragedy Khadafi)                                                 | 3:51  |
| 6.  | Bloody Money                                                                                      | 4:34  |
| 7.  | Stick You (Featuring Tragedy Khadafi)                                                             | 4:45  |
| 8.  | I Love My Life (featuring Carl Thomas)                                                            | 4:37  |
| 9.  | N.O.R.E.                                                                                          | 3:14  |
| 10. | Thug Paradise (featuring Tragedy Khadafi)                                                         | 3:31  |
| 11. | Banned From TV (featuring Big Punisher, Cam'ron, Jadakiss, Nature et Styles P)                    | 5:13  |
| 12. | Blood Money (Part 2) (featuring Nas et Nature)                                                    | 4:49  |
| 13. | Oh No                                                                                             | 4:32  |
| 14. | Play That S*@# (We Don't Play That) (featuring Goldfingaz, Juvenile, Lil Wayne, Maze et Musolini) | 3:40  |
| 15. | Blood Money (Part 3)                                                                              | 3:49  |
| 16. | Invincible                                                                                        | 3:45  |
| 17. | Driver's Seat (featuring Iman Thug)                                                               | 3:42  |
| 18. | Halfway Thugs (featuring Tragedy Khadafi)                                                         | 3:14  |
| 19. | Stay Tuned (Interlude)                                                                            | 3:17  |

### Disque 2
| No  | Titre                                                                           | Durée |
| --- | ------------------------------------------------------------------------------- | ----- |
| 1.  | T.O.N.Y. (DJ Clue Remix) (featuring Tragedy Khadafi)                            | 4:06  |
| 2.  | Closer (Sam Sneed Version) (featuring Smoke From Complexion)                    | 3:32  |
| 3.  | L.A., L.A. (Iraq Remix) (featuring Mobb Deep et Tragedy Khadafi)                | 3:36  |
| 4.  | Misery Needs Company (featuring Fat Joe)                                        | 4:19  |
| 5.  | Come and Get with Me (Clarkworld Remix) (featuring Keith Sweat)                 | 3:58  |
| 6.  | Superthug (Soul Society Video Mix)                                              | 5:20  |
| 7.  | Oh No (Remix) (featuring Ice-T, Jadakiss, Angie Martinez et Big Punisher)       | 4:10  |
| 8.  | Fire Water (featuring Crooked Lettaz)                                           | 4:31  |
| 9.  | Play That Shit (Video Dirty) (featuring Big Tymers, Hot Boys, Maze et Musolini) | 4:47  |
| 10. | Callin' (Mahogany Remix) (featuring Fatman Scoop)                               | 3:38  |
| 11. | Thug Ones (featuring Kool G Rap, Half-A-Mill et Juvenile)                       | 4:23  |